# 필리프 3세 드 부르고뉴 공작
선량공 필리프(Philippe le Bon, 1396년 7월 31일 ~ 1467년 6월 15일)는 1419년부터 그가 사망할 때까지 '필리프 3세'로서 부르고뉴 공국을 통치한 공작이다. 15세기 모든 프랑스 왕들의 출신 가문인 발루아 가문의, 방계 가문 인물이었다. 그의 집권기에 부르고뉴국은 번영과 위신이 최고 정점에 다다랐고, 선진 예술의 중심지가 되었다. 필리프는 행정 개혁으로 역사 속에 알려져 있고, 질 뱅슈아 같은 프랑스플랑드르 작곡파 및 얀 판 에이크 같은 플랑드르 예술가들의 후원자이기도 했으며, 아마 잔다르크를 생포한 것으로 가장 유명할 것인데 그녀를 생포한 그는 잉글랜드 측에 그녀를 넘겨주어 재판 및 그녀의 처형을 야기하였다. 정치적 측면에서 그는 가문의 힘을 키우기 위해 프랑스와 잉글랜드 간을 번갈아가며 동맹을 맺었다. 플랑드르, 브라반트, 림뷔르흐, 아르투아, 에노, 홀란트, 룩셈부르크, 질란트, 프리슬란트, 나뮈르의 통치자로서, 그는 저지대의 역사에서 중요한 역할을 했었다.

## 어린 시절
필리프 드 발루아부르고뉴는 1396년 7월 31일 프랑스 디종에서 느베르 백작 장 (후대에 '용맹공 장'이라 알려진 부르고뉴 공작)과 바이에른의 마르가레테 (1363년-1424년)의 넷째 자녀이자 장자로 태어났다. 그는 프랑스 국왕 장 2세 (1319년–1364년)의 증손자이며, 그가 살던 시절 국왕이던 샤를 6세 (1368년–1422년)의 오촌조카였다. 그의 아버지는 필리프의 조부인 필리프 2세 ('용담공 필리프', 1342년–1404년)한테서 1404년에 부르고뉴 공작직을 상속받았다. 필리프가 8세이던 1405년 1월 28일에, 그는 왕자령이던 샤롤레 백작으로 임명되었고 같은 날에 육촌 관계이자 샤를 6세의 딸이기도 한 9세의 프랑스의 미셸 (1395년–1422년)과 약혼을 한 것으로 보인다. 이들은 1409년 6월에 혼인을 했다.

## 초기 통치 및 잉글랜드와 동맹
필리프는 1419년에 용맹공 장 암살이 벌어지면서 부르고뉴 공작과 플랑드르, 아르투아, 프랑슈콩테의 백작이 되었다. 필리프는 도팽이자 처남인 샤를을 암살 모의로 고발하였는데, 이 암살은 몽트로에서 장과 샤를 간의 회의 중에 일어났다. 이 때문에, 그는 아르마냐크-부르고뉴 내전을 계속 벌였고, 이 내전은 더 거대한 백년전쟁과 얽히게 되었다. 1420년에, 필리프는 트루아 조약에 따라 헨리 5세와 동맹을 맺었다. 1423년에, 필리프의 여동생인 안과, 헨리 6세의 섭정인 베드포드 공작 존과의 혼인으로 잉글랜드 측과의 동맹이 더욱 강화됐다.
1430년 5월 23일에, 리니 백작이 지휘하는 필리프의 군대가 콩피에뉴에서 잔다르크를 생포해냈고, 이후에 그녀를 잉글랜드 측에 팔아넘겼는데, 그녀는 친부르고뉴 측 성직자들이 행한 이단 재판에 세워져 화형에 처해졌다. 잔다르크한테 행한 이 행위에도 불구하고, 잉글랜드와 필리프의 동맹은 필리프가 아라스 조약을 체결한 1435년에 깨지고 마는데, 이 조약으로 트루아 조약이 완전히 무효가 되었고 샤를 7세를 프랑스의 왕으로 인정하게 되었다. 필리프는 여러 이유들로 이 조약을 체결했으며 그 이유 중 하나는 프랑스의 최고 공작으로서 인정받고 싶은 욕구에서 그랬을 수도 있다.
이 행동은 장기간에 있어서 나쁜 결정임이 증명되었는데, 샤를 7세와 그의 후계자들은 부르고뉴국을 프랑스 내 왕실 권위의 확장에 있어서 중대한 장애물로 본 것이었으며, 이 이유로 이들은 부르고뉴를 프랑스의 통치권에 복종시키기 위하여 부르고뉴를 약화시키기 위한 시도를 지속적으로 펼쳤을 것이다. 프랑스에 대한 필리프의 의무 불이행은 잉글랜드와 프랑스의 이중군주국의 파국뿐만 아니라 강력하게 중앙 집권화된 발루아 왕조에게 굴복하면서 자신의 영지에 대해서도 파멸임을 증명하였다.
그는 잉글랜드에 있어서 전략적 거점인 칼레를 공격했으나, 샤를과 동맹은 1439년에 깨지고 말았다. 필리프는 다음 해에 일어난 프랑스 귀족들의 반란 (프라게리)를 지원했고 아버지 샤를 7세에게 반란을 일으켰던 도팽 루이 11세에게 은신처를 마련해줬다.

## 영토 확장
필리프는 보통 자신의 영토에서 벌어진 문제들에 열중했었고 잉글랜드와 프랑스 사이의 백년 전쟁에는 자신의 군대가 잔다르크를 생포해내는등 많은 기간 중대한 역할을 하긴 했음에도, 좀처럼 직접적으로 개입하려 하지 않았다. 그는 1429년에 나뮈르를 부르고뉴 영토로 포함시켰고 (나뮈르 후작 장3세에게 구매) 1432년에는 낚시 바늘과 대구 전쟁의 마지막 기간 에노 여백작 자클랜의 패배로 에노와 홀란트, 프리슬란트, 제일란트를 획득했다. 그는 1430년에 친척인 생폴의 필리프의 죽음으로 브라반트 및 림뷔르흐 공국들 및 안트베르펜 변경백국을 상속했고 룩셈부르크 여공작 보헤미아의 엘리사베트한테서 1443년에 룩셈부르크을 매입했다.
1456년에, 필리프는 또한 자신의 사생아인 다비드가 위트레흐트 주교로, 그리고 조카인 루이 드 부르봉이 리에주 주교후로 선출되도록 하였다. 1435년에 필리프가 '서방의 대공'이라 자칭한큼 이는 놀라운 일은 아니었다.
1463년, 필리프는 루이 11세에게 영토 일부를 포기했다. 그 해에 그는 또한 프랑스의 모델을 배경으로 네덜란드 삼부회를 설치했다. 삼부회의 첫 회동은 프랑스와의 전쟁에 쓰일 융자금을 얻기 위해서 그리고 그의 아들 샤를 1세가 방대한 영지에 대한 상속을 확고히 하기 위함이었다. 1465년 그리고 1467년에, 필리프는 리에주에서 일어난 두 번의 반란을 진압하였는데, 1467년의 반란이 끝나고 몇 주만에 사망했다.

## 궁정에서 삶과 예술의 후원

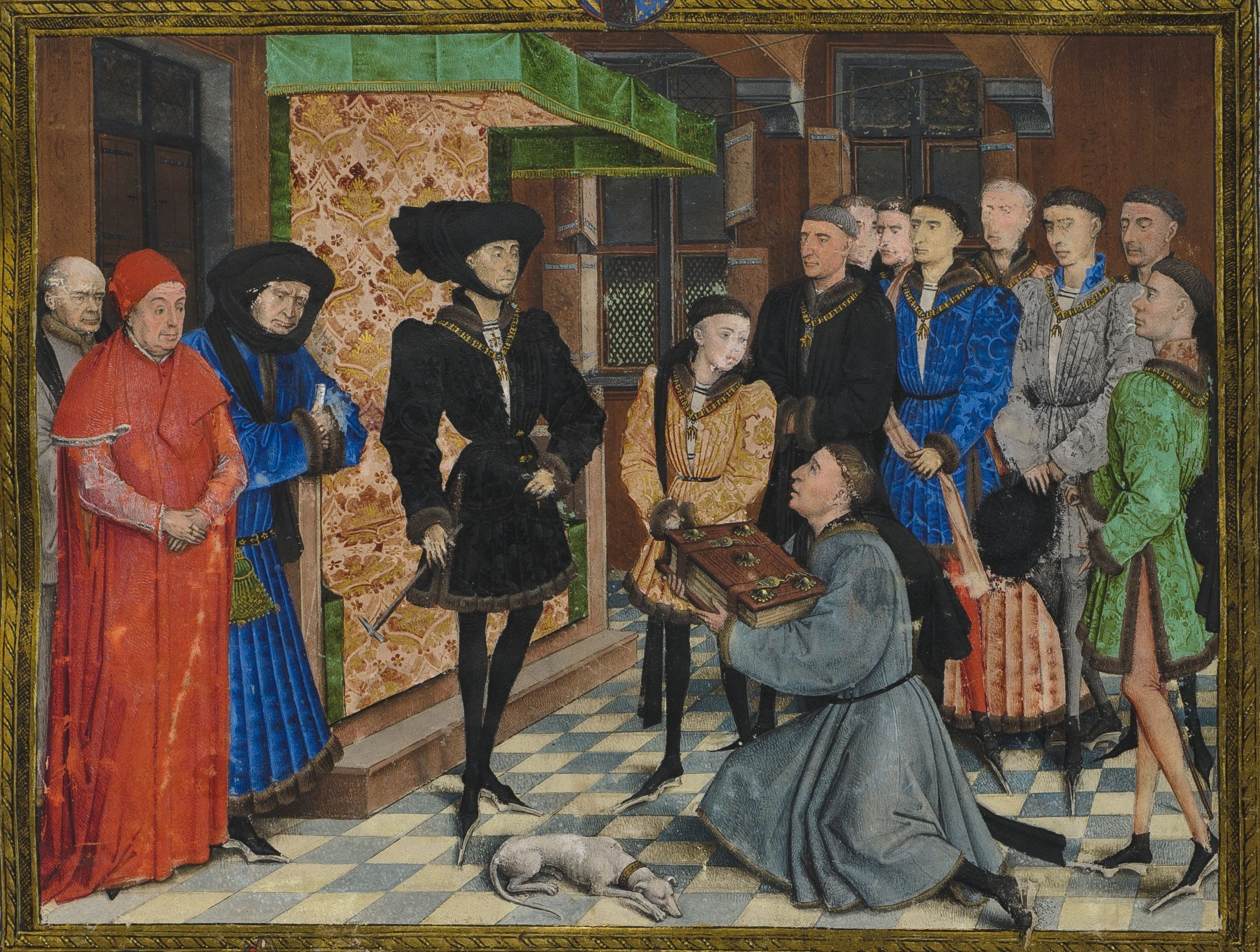
로히어르 판 데르베이던의 1447–48년 세밀화. 필리프는 장 보클랭이 쓴 '에노의 역사'를 전달받으면서 화려한 샤프롱을 쓰며 좋은 옷차림을 하고 있으며, 옆으로 아들인 샤를과 재상인 니콜라 롤랭이 자리 잡고 있다.

필리프의 궁정은 화려하다고밖에 묘사될 수가 없다. 부르고뉴 공작의 궁정과 긴밀한 관계에 있던, 부르고뉴 지역의 번성하던 부르주아 문화외에도, 그와, 그의 중추 세력의 대부분을 형성한 귀족 계층들은 기사도적 사상과 전통으로 형성된 세계관을 유지하고 있었다. 그는 자신의 봉건 군주였던 프랑스 왕에 대한 반역 혐의를 받고 있던 가터 기사단의 입단 제의를 1422년에 거절했다. 대신에, 그는 원탁의 기사단과 이아손의 신화를 기반으로 한 황금양모 기사단을 1430년에 창단했다. 이 당시 그가 창단한 이 기사단은 전 유럽의 모든 기사단 중에 가장 저명하고 역사적인 기사단이 되었다.
필리프는 고정된 수도를 두지 않고 여러 궁전을 돌며 궁정을 옮겼으며, 주요 궁전은 브뤼셀, 브뤼주, 릴 등에 있었다. 그는 대규모 연회와 축제들을 열었으며, 그의 기사단원들은 마상 시합에 참가하러 그의 영토 전역을 자주 누볐다. 1454년에, 필리프는 오스만 제국을 상대로 십자군 전쟁을 조직하여, 꿩의 연회에 십자군의 개전을 선포했으나, 이 계획은 실제로 이뤄지지는 않았다. 1444년부터 1446년까지 기간에, 그는 나라의 전체 수입에 2% 가량을 단 한 명의 이탈리아 출신 비단 및 금란 공급자인 조반니 디 아리고 아르놀피니에게 쓴 것으로 추측된다.

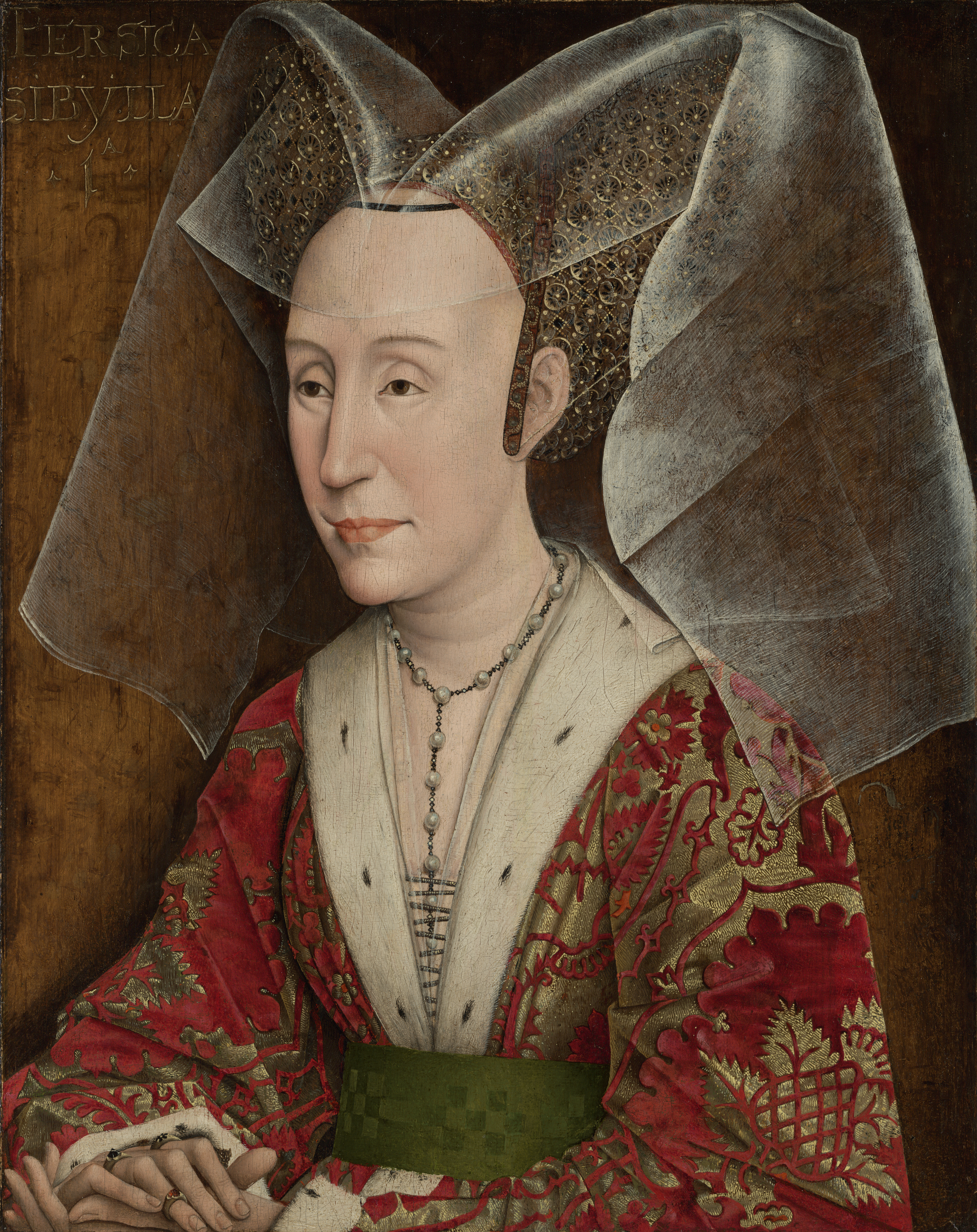
로히어르 판 데르베이던의 공방에서 나온 포르투갈의 이자벨의 초상 (1445년–1450년경작)

필리프의 궁정은 동시대 유럽에서 가장 화려한 곳으로 여겨졌고, 이곳의 방식은 널리 인정받은 지도자의 취향과 유행이 되었으며, 부르고뉴 (보통 플랑드르) 사치품이 유럽 전역의 고위층들한테 구매되어 부르고뉴 경제에 상당한 도움이 되었을 것이다. 예로 집권기에, 부유한 잉글랜드의 채색필사본 의뢰자들은 다른 외국의 구매자들이 그랬듯이 잉글랜드와 파리 상품에서 네덜란드 상품으로 바꿨다. 필리프는 혼자서 공작 궁전의 컬렉션에 600개의 필사본을 더한 것으로 평가되며, 이 시기의 가장 중요한 문학 후원자가 되었다. 그의 수행원 중 한 명인 장 미에로는 필리프 궁전의 세련됨에 대한 좋은 예시라고 할 수 있는 인 조반니 보카치오의 '이교 신들의 계보에 대하여'를 프랑스어로 번역 작업을 해냈다.
필리프는 문학 외에도 다른 예술 분야에 대한 상당한 후원가였다. 그는 많은 태피스트리 (유화를 선호하는 편이긴 했다), 금세공품, 보석류, 그 외의 예술품을 주문했는데, 이 중에는 에뎅의 분수와 수 많은 자동기계 등을 포함한다. 부르고뉴 악파 작곡가와 가수들의 활동과 더불어 부르고뉴의 채플이 유럽 음악의 중심지가 된 것 역시 그의 재위 때이다. 질 뱅슈아, 로버트 머튼, 그리고 이후의 기욤 뒤파이 같은 저명한 작곡가들 모두 필리프의 궁정 채플의 일원이었다.
1428년에, 판 에이크는 필리프의 포르투갈 공주의 결혼을 앞두고 포르투갈 국왕 주앙 1세의 딸인 인판타 이자벨라의 초상화를 직접 그리러 포르투갈로 향했다. 한층 뛰어난 경험을 지닌 포르투갈 조선공들의 도움으로, 필리프는 브뤼주에 조선소를 건립했는데, 이 시설이 경제적 번영에 도움을 줬다.
로히어르 판 데르베이던은 패널화에 두 차례 필리프의 초상화를 그렸으며, 이 중에 황금 양모 기사단의 목걸이를 걸고 있는 그림 한 점이 남아 있다. 현존하는 로히어르 판 데르베이던의 원본은 필사본에 그려져 있는, 최상의 세밀화이다. 플랑드르 화파의 화가 휘호 판 데르 후스는 필리프의 장례식이 열린 교회를 위해 그림을 그린 것으로 인정받고 있다.

## 가문과 자녀

### 혼인과 적자
필리프는 1409년 6월에 육촌인 프랑스의 미셸 (1395년–1422년)과 결혼했는데, 이때 그가 13세 미셸이 15세였다. 그녀는 프랑스 국왕 샤를 6세 (1368년–1422년)와 바이에른의 이자보 (대략 1370년–1435년)의 딸이다. 이들 사이에는 영아 때 사망한 아녜스라는 딸 단 한 명밖에 없었고, 미셸은 1422년 6월 8일에 사망했다. 1424년 11월 30일 물랭앙질베르에서, 필리프는 숙부인 느베르 백작 필리프 2세 (1389년–1415년)의 미망인인 아르투아의 본 (1396년 – 1425년 9월 17일)과 혼인했다. 그녀는 으 백작 아르투아의 필리프 (1358년–1397년)와 그의 부인이자 오베르뉴 여공이었던 베리의 마리 (1375년–1434년경)의 딸이었다. 본은 결혼식을 치른 지 1년 안에 사망했고, 이들 사이에 자녀는 없었다.
1430년 1월 7일 브뤼주에서, 필리프는 그 이전 해에 대리 결혼을 한 뒤인 포르투갈 국왕 주앙 1세 (1385년–1433년)와 그의 아내 랭커스터의 필리파 (1360년-1415년)의 딸인 인판타 포르투갈의 이자벨 (1397년 2월 21일-1471년 12월 17일)과 세 번째 결혼식을 치렀다. 이 결혼으로 아들 셋이 태어났다:
- 부르고뉴의 앙토니 (1430년 9월 30일 브뤼셀 – 1432년 2월 5일 브뤼셀) - 샤롤레 백작
- 부르고뉴의 조스 (1432년 4월 24일 – 1432년 5월 6일 이후) - 샤롤레 백작
- 부르고뉴의 샤를 (1433년 11월 10일 – 1477년 1월 5일) - 필리프의 후계자이자 '용담공 샤를'로 알려짐.[12]

### 정부와 서자
필리프는 기록 상으로 정부 24명을 두었고 최소 서자 18명의 아버지였다.
- 카타리나 스하르스에게서:
  - 부르고뉴의 서자 코르네유 (1420년경 – 1452년 6월 16일 뤼펠몽드) - '부르고뉴의 대서자' (le Grand Bâtard de Bourgogne)로 알려진, 베베런의 영주이자 룩셈부르크의 총독으로,[13] 바젤 전투에서 사망했다. 결혼은 한 적이 없으나 서자를 두긴 했다.[14]
- 루이 혹은 라울 드 프르슬의 딸인 잔 드 프르슬 (1400년경 – 1440년경)에게서:
  - 부르고뉴의 서자 앙토니 (1421년경 – 1504년 5월 5일) - 라로슈의 백작이자 베베런의 영주로, 그의 배다른 형제가 죽은 뒤로는 '부르고뉴의 대서자'로 알려졌으며, 잔마리 드 라 비에빌 (1430년경 출생)과 혼인해 적자와 서자를 모두 두는 등 부르고뉴베베런 가문의 창시자가 되었다.[15]
- 맬토앵이라 알려진, 고르그와 덩케르크의 총독인 에티엔 드 부르 (1462년 사망)와 혼인했던 키에리라모트의 잔/콜레트 카틀렌/샤스틀랭 또는 잔/콜레트 드 보스키엘에게서:
  - 부르고뉴의 마리 (1426년경 – 1462년) - 1447년에 샤르니 백작 피에르 드 보프레몽 (1397년경 – 1473년)과 결혼하여 자녀를 두었다.
- 니콜레타 드 보스키엘에게서:
  - 부르고뉴의 서자 다비드 - 위트레흐트 주교 (1427년경 – 1496년 4월 16일)[16][17]
- 자클랜 판 스테인베르헌/스테인베르허에게서:
  - 부르고뉴의 서자 안 (1435년경 – 1508년 1월, 사우뷔르흐성) - 이복 형제 샤를의 딸이자 안의 조카인 부르고뉴 여공 마리의 가정 교사였다. 처음에는 브리흐다머의 영주 아드리안 판 보르셀런 (1417년경 – 1468년)과 결혼했다가 라벤스테인의 영주이자 친사촌인 클레베의 아돌프 (1425년–1492년)와 재혼하여 자녀를 두었다.[15]
- 1449년에 메르카스텔의 영주장과 혼인한 잔 드 벨르발의 딸 마리 드 벨르발에게서 1449년:
  - '메르카텔리스'라고도 알려진 부르고뉴의 라파엘 (1437년경 – ) - 헨트의 성 바보 수도원의 수도원장이자, 로젠의 주교;[18]
- 카타리나 드 티페리에게서 (1425년경 출생):
  - 부르고뉴의 보두앵 (1445년 레이선 – 1508년 5월 브뤼셀) - 팔레스의 영주
- 마르가레타 포스트에게서:
  - 부르고뉴의 서자 필리프 - 위트레흐트 주교, 네덜란드의 제독 (1464년 – 1524년 4월 7일, 베이크 베이 뒤르스테더)
- 이사벨라 드 라 비뉴에게서:
  - 부르고뉴의 서자 마르그리트 (1455년 사망)
- 마르그리트 스퀴플랭에게서:
  - 부르고뉴의 서자 장 (1499년 1월 25일 브뤼셀에서 사망) - 브뤼주의 대성당 참사회장, 교황의 공증인으로, 서자를 두었다.[18]
- 세실에게서:
  - 부르고뉴의 서자 마리옹
- 어머니가 알려지지 않은 경우:
  - 바르브 드 스트앵부르 - 부르부르의 수녀원장[18]
  - 코르네유 (1428년경 사망)
  - 부르고뉴의 서자 코르넬리아 - 모르네와 생토뱅의 영주 앙드레 드 툴롱젠과 혼인 (1432년 팔레스타인에서 사망)
  - 부르고뉴의 서자 카트린 - 1460년 6월 28일에 라 켈의 영주 윙베르 드 뤼리외와 혼인
  - 부르고뉴의 서자 카틀랜 - 헨트의 수녀원장 (1515년 이후 사망)
  - 아르튀르 - 젊은 나이에 사망했고 자녀는 없었다
  - 카트린 - 수녀
  - 조샌 - 젊은 나이에 사망
  - 부르고뉴의 서자 필리프 - 젊은 나이에 사망
  - 부르고뉴의 서자 마들렌/막달레나
  - 마리 - 수녀
  - 부르고뉴의 서자 욜랑드 (1470년 11월 3일 사망) - 1456년 아미엥의 주교대리 장 댈리와 혼인

## 서훈
- 부르고뉴 공국 : 황금 양모 기사단의 단장이자 기사
- 프랑스 왕국 – 오를레랑 공국 : 산미치광이 기사단의 기사

### 거부한 서훈
- 잉글랜드 왕국 : 가터 훈장

## 참고 문헌
- Blockmans, W.; Prevenier, W. (1999).  Edward Peters, 편집. 《The Promised Lands: The Low Countries Under Burgundian Rule, 1369–1530》. 번역 Elizabeth Fackelman. University of Pennsylvania Press. ISBN 978-0-8122-1382-9.
- Campbell, Lorne (1998). 《National Gallery Catalogues: The Fifteenth Century Netherlandish Schools》. National Gallery company. ISBN 978-1-85709-171-7.
- Gillespie, Alexander (2017년 8월 24일). 《The Causes of War, Volume 3: 1400 CE to 1650 CE》. Hart Publishing. ISBN 978-1-84946-646-2.
- Kren, Thomas; McKendrick, Scot, 편집. (2003). 《Illuminating the Renaissance: The Triumph of Flemish Manuscript Painting in Europe》. J. Paul Getty Museum; Royal Academy of Arts. ISBN 978-1-903973-28-8.
- Putnam, Ruth (1908). 《Charles the Bold, last Duke of Burgundy, 1433–1477》. G. P. Putnam's Sons. LCCN 08006627. OCLC 671311.
- Vale, M. (1974년 10월 1일). 《Charles VII》. University of California Press. ISBN 978-0-520-02787-9.
- Vaughan, Richard (2004). 《Philip the Good: The Apogee of Burgundy》. Boydell Press. ISBN 978-0-85115-917-1.
- Vaughan, Richard (2005). 《John the Fearless: The Growth of Burgundian Power》. Boydell Press. ISBN 978-0-85115-916-4.

## 추가 서적 자료
- Kurth, Godefroid (1908). 〈Burgundy〉. 《가톨릭 백과사전》 03. 뉴욕: 로버트 애플턴 사.
- Poupardin, René (1911). 〈Philip the Good〉.   Chisholm, Hugh. 《브리태니커 백과사전》 21 11판. 케임브리지 대학교 출판부. 387–388쪽.
- Vaughan, R. (1998년 7월 20일). “Philip III, duke of Burgundy”. 《Britannica.com》.
- Wagner, J. (2006). 《Encyclopedia of the Hundred Years War》 (PDF). Greenwood Press. ISBN 978-0-313-32736-0. 2018년 7월 16일에 원본 문서 (PDF)에서 보존된 문서.